# Abu al-Walid Marwan ibn Janah
Abu al-Walid Marwan ibn Janah (Cordova, 985 – Saragozza, 1050) è stato un medico, farmacologo e linguista spagnolo.

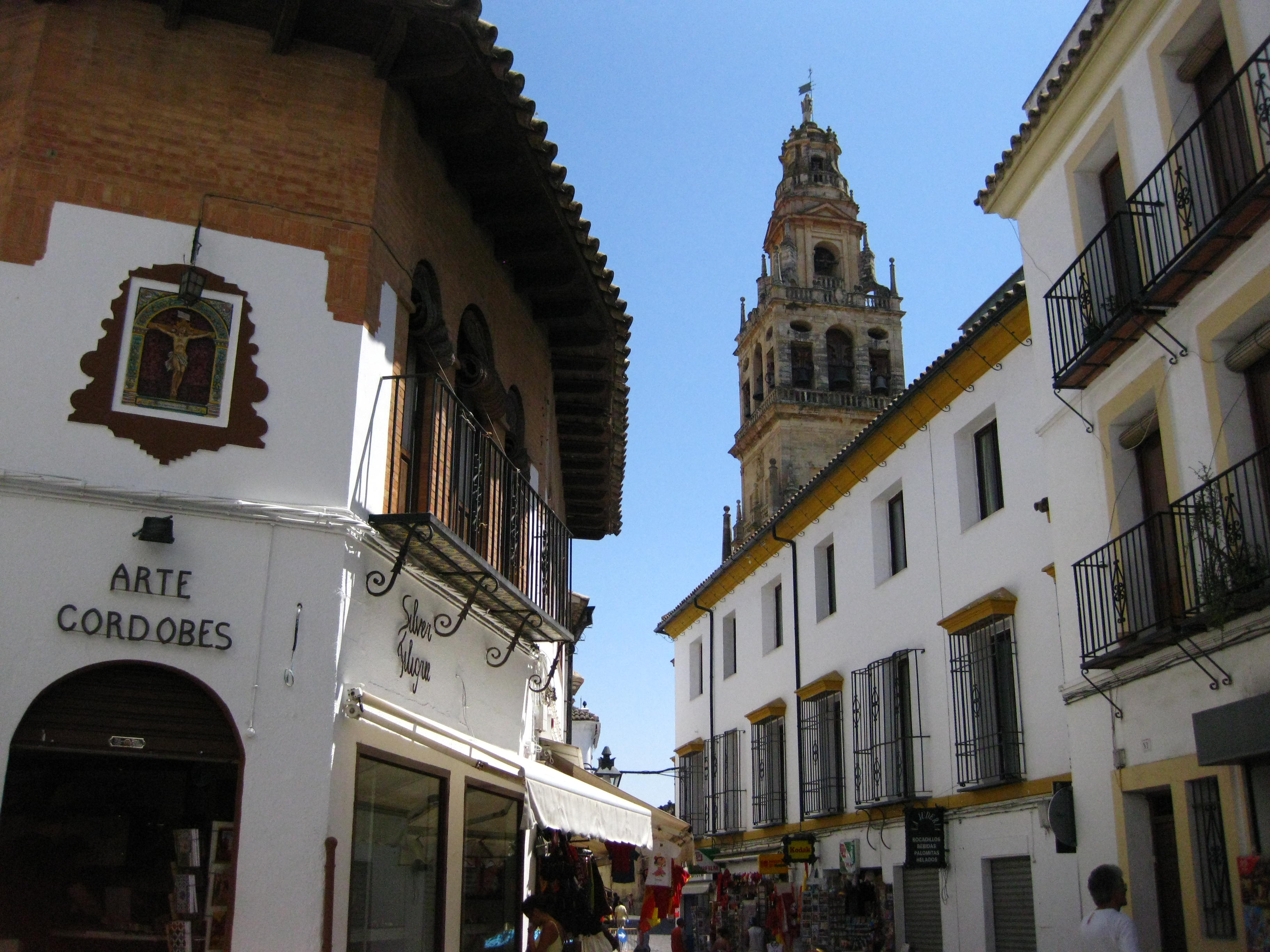
La Judería, antico quartiere ebraico di Cordova, città natale di Jonah ibn Janah

Detto anche Jonah ibn Janah, è considerato il migliore filologo ebreo del Medioevo.

## Biografia

Stemma della città di Lucena, dove studiò Jonah ibn Janah, nel quale è visibile la stella di Davide

Nato a Cordova, si trasferì presto nell'importante centro ebraico di Lucena, dove studiò sotto la guida dei filologi Yishaq bar Levi ibn mar Saul e Isaac ben Gikatilla, soprattutto, e anche di Abu l-walid ben Hasday e Abu Amr ben Yaqwa. A Lucena acquisì una solida preparazione in arabo, ebraico ed aramaico, studiò l'esegesi biblica e coranica, ed acquisì un'ampia conoscenza delle fonti rabbiniche tradizionali.
Durante il suo periodo a Lucena scrisse anche della poesia in ebraico. Nulla di questa ci è rimasto, anche perché smise ben presto tale attività.
Dopo gli anni trascorsi a Lucena tornò a Cordova, dove continuò lo studio dell'opera del grammatico Yehudah ben David Hayyuj e si dedicò allo studio della medicina e della farmacologia. L'instabilità politica causata dalla guerra civile che portò alla caduta del Califfato di Cordova lo obbligò a lasciare la città verso l'inizio del 1013. Si trasferì allora a Saragozza, dove rimase fino alla morte scrivendo tutta la sua opera e praticando la professione di medico.
Iniziato a Cordova e ultimato a Saragozza, redasse il Kitab al-Mustalhaq con l'idea di completare l'opera di Hayyuj. I discepoli di Hayyuj, però, tra cui Samuel ibn Nagrella, interpretarono questo libro come un attacco al loro maestro e fecero di tutto per controbatterlo scrivendo diverse opere.
Scrisse un'opera medico-farmacologica, il Kitab al-Taljis, destinato ad esercitare in seguito una forte influenza tanto nel mondo ebraico quanto in quello musulmano. Mosè Maimonide lo utilizzò per la stesura dei suoi libri di medicina. Questo libro è andato perduto.
Tuttavia la sua opera principale, la più importante grammatica ebraica di tutto il Medioevo, è il Kitab al-Tanqih, composta da due volumi: il primo costituisce la prima grammatica sistematica della lingua ebraica; il secondo consiste nel primo dizionario completo dei lessemi contenuti nella Bibbia.

## Opere

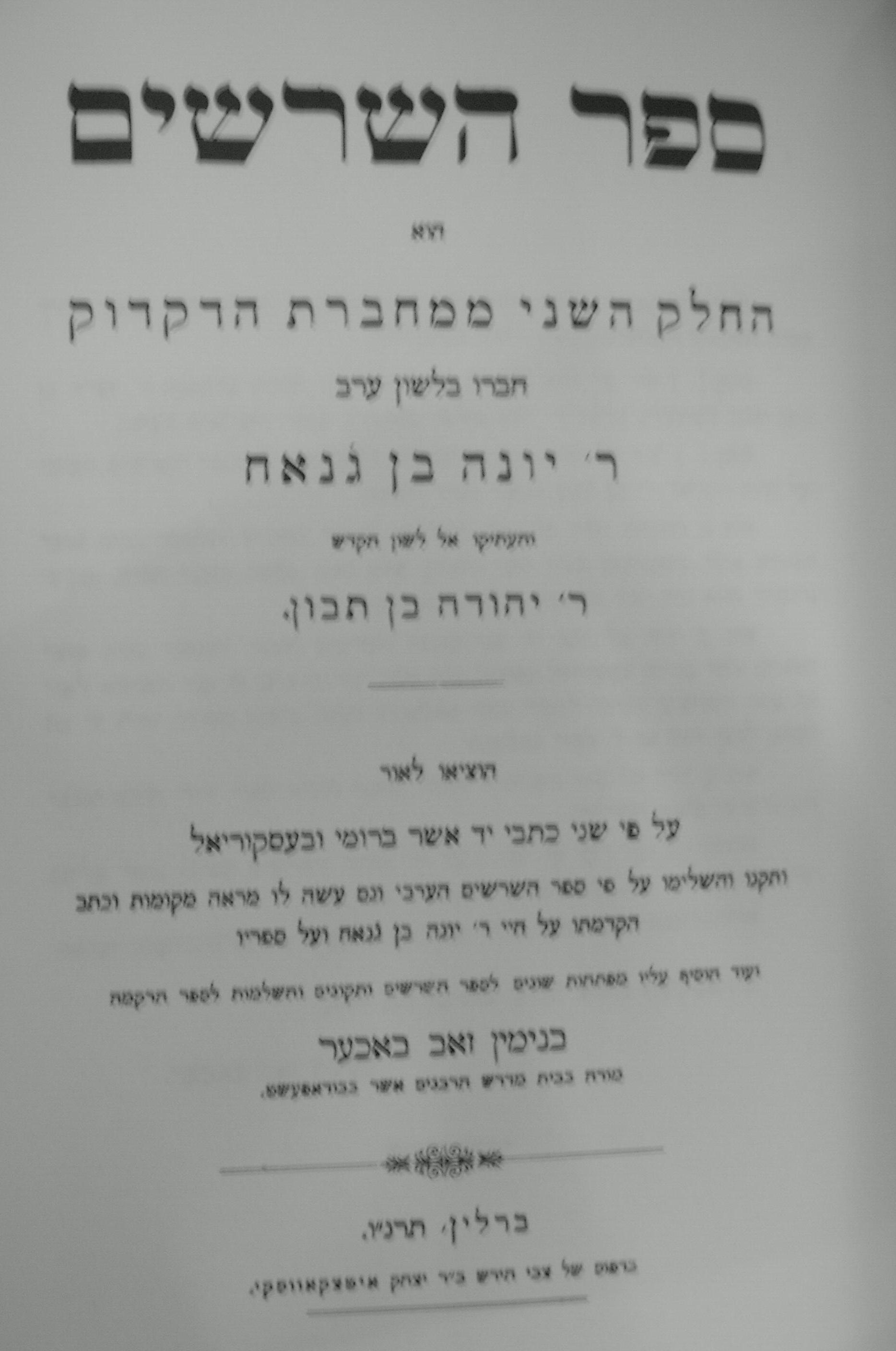
Sefer ha-Shorashim, traduzione in ebraico del Kitab al-Usul, una delle opere principali di Jonah ibn Janah

Scrisse tutte le sue opere in giudeo-arabo, vale a dire in lingua araba ma scritta con l'alfabeto ebraico.

### Grammatica
- Kitab al-Mustalhaq. Trattato che completa e corregge l'opera di Hayyuj, aggiungendo termini nuovi, o apportando nuove accezioni, forme o definizioni.

Fu tradotto in ebraico nel XII secolo con il titolo Sefer ha-Hassagah (Libro della critica).
- Risalat al-Tanbih (Epistola dell'ammonizione). Replica ad una replica, intitolata Rasa'il al-Istifa, scritta dai discepoli di Hayyuj contro il Kitab al-Mustalhaq.
- Kitab al-Taswir (Libro della confusione). Replica ad una replica, intitolata Rasa'il al-Rifaq (Le epistole dei compagni), scritta da Ibn Nagrella ed altri discepoli di Hayyuj contro il Kitab al-Mustalhaq.

È conservato in modo frammentario.
- Kitab al-Taswi'a (Libro della riprovazione). Altra replica ai commentari sul suo Kitab al-Mustalhaq.
- Kitab al-Tanqih (Libro dell'esame minuzioso). È composto da due libri:
  - Kitab al-Luma, grammatica sistematica della lingua ebraica.
  - Kitab al-Usul, dizionario completo dei lessemi biblici.

Nella sua opera utilizzò anche la tradizione ebraica, ma fondamentalmente gli studi della grammatica araba. Si avvalse abbondantemente della linguistica comparata, con l'ebraico e l'aramaico.
- Risalat al-Taqrib wa-l-Tashil (Epistola dell'approssimazione e della facilitazione). Libro destinato ai principianti per chiarire l'opera di Hayyuj.

### Medicina e farmacologia
- Kitab al-Taljis (Libro dell'estratto). Dizionario di nomenclatura di piante e spezie. È conosciuto anche con il nome di Kitab Tafsir al-adwiy (Libro del commentario delle medicine),

o anche Taryamat al-adwiya al-mufrada (Libro dell'interpretazione delle medicine semplici). Quest'opera è andata perduta.